# Ulitsa 1905 Goda
Ulitsa 1905 Goda (ryska: Улица тысяча девятьсот пятого года), År 1905-gatan, är en tunnelbanestation på Tagansko–Krasnopresnenskajalinjen i Moskvas tunnelbana. 
Stationen har fått sitt namn efter gatan den ligger vid, i sin tur namngiven för att hedra minnet av 1905 års revolution i Ryssland.
Stationen öppnades den 30 december 1972. Stationen anses vara den första i Moskva som tog i bruk den modifierade "Sorokonozjka"-pelardesignen som innebar ett slut för den era då funktion dominerade tunnelbanearkitekturen. Antalet pelare minskades från 40 till 26, avståndet mellan dem ökade från 4 till 6,5 meter. Pelarna kläddes med dekorativ rosa marmor, och även väggarna kläddes för första gången med marmor, i stället för med keramiska plattor.

## Galleri

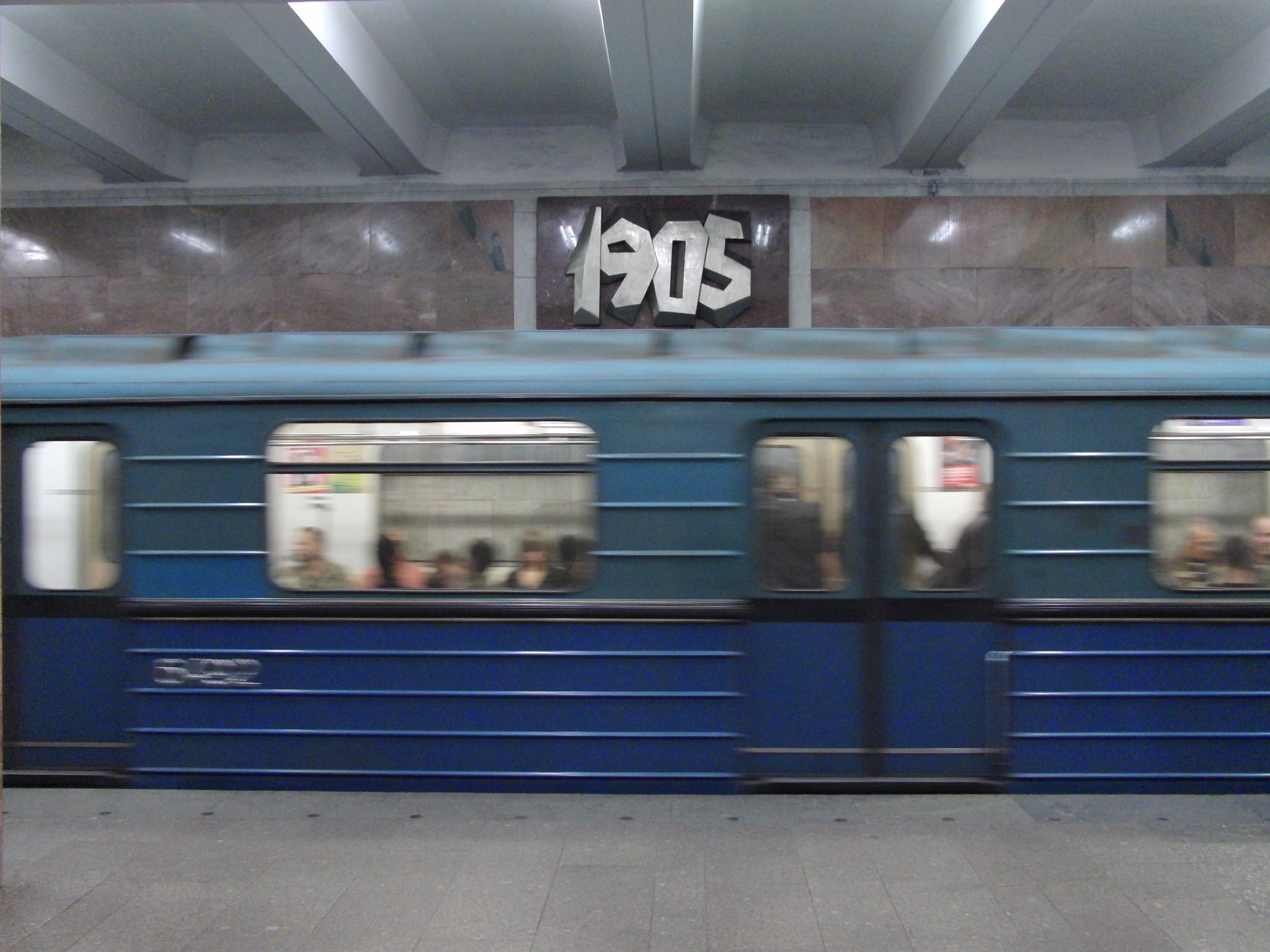
1905
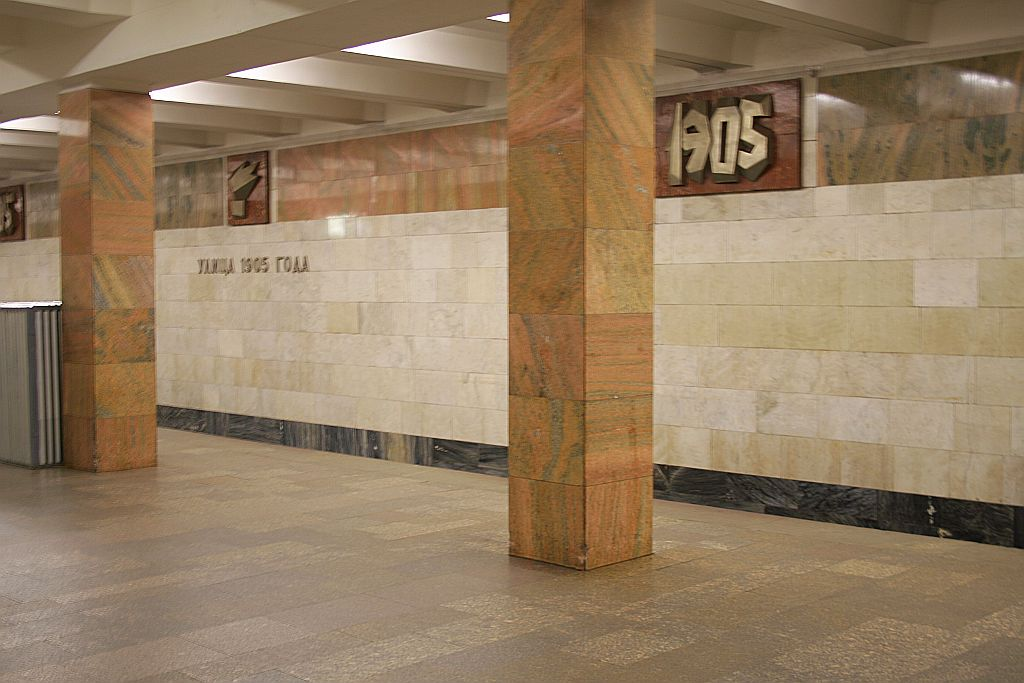
"Sorokonozjka"-designen med större avstånd mellan pelarna